# Романовце
Романовце, още Романовци или Рахманли (на македонска литературна норма: Романовце; на албански: Rramanlia, Раманлия), е село в Северна Македония, в община Куманово.

## География
Селото е разположено в котловината Жеглигово край магистралата Е75, която свързва Куманово и Скопие.

## История
В 1861 година Йохан фон Хан на етническата си карта на долината на Българска Морава отбелязва Рахманли като българско село.
В края на XIX век Романовце е българо-турско село в Османската империя. Според статистиката на Васил Кънчов („Македония. Етнография и статистика“) от 1900 година Рамановци (Рахмановци) е село в Скопска каза населявано от 450 жители българи християни и 550 турци.
Цялото християнско население на селото е под върховенството на Българската екзархия. По данни на секретаря на екзархията Димитър Мишев („La Macédoine et sa Population Chrétienne“) в 1905 година Рамановци е село в Кумановска каза с 400 българи екзархисти, в което функционира българско училище.
След Междусъюзническата война в 1913 година селото влиза в границите на Сърбия.
По време на Първата световна война Романовци е център на община и има 378 жители.
На етническата си карта от 1927 година Леонард Шулце Йена показва Рамановци (Ramanovci) като турско село.
По време на българското управление във Вардарска Македония в годините на Втората световна война, Крум Димитров Димов от Блатешник е български кмет на Романовце от 18 август 1941 година до 13 май 1942 година. След това кметове са Иван Несторов Поповски от Дебър (13 май 1942 - 29 декември 1942), Петър Сандов Каменов Митрановски от Хайредин (24 февруари 1943 - 2 май 1944) и Тодор Димитров Дуков от Щип (2 май 1944 - 9 септември 1944).
В 1994 година жителите на селото са 2591, от които 711 северномакедонци, 1722 албанци, 145 турци, 6 сърби и 7 други. Според преброяването от 2002 година селото има 2794 жители.
| Националност     | Всичко |
| северномакедонци | 716    |
| албанци          | 2028   |
| турци            | 35     |
| роми             | 0      |
| власи            | 0      |
| сърби            | 6      |
| бошняци          | 0      |
| други            | 9      |

## Личности
Починали в Романовце
- Лазар Спасов Коцев, български военен деец, подофицер, загинал през Втората световна война[8]